# Socerb
Socerb (wł. San Servolo) – wieś w gminie miejskiej Koper.
Socerb jest skupioną osadą leżącą koło włoskiej granicy na obszarze zbudowanym z fliszu i wapienia. Około 30 metrów nad osadą stoją ruiny zamku Socerb, w których jest obecnie gospoda. W pobliżu zamku jest Święta Jaskinia (sł. Sveta jama), w której znajduje się jedyny podziemny kościół w Słowenii. W jaskini swego czasu zamieszkiwał święty Socerb, imię którego nosi miejscowość.

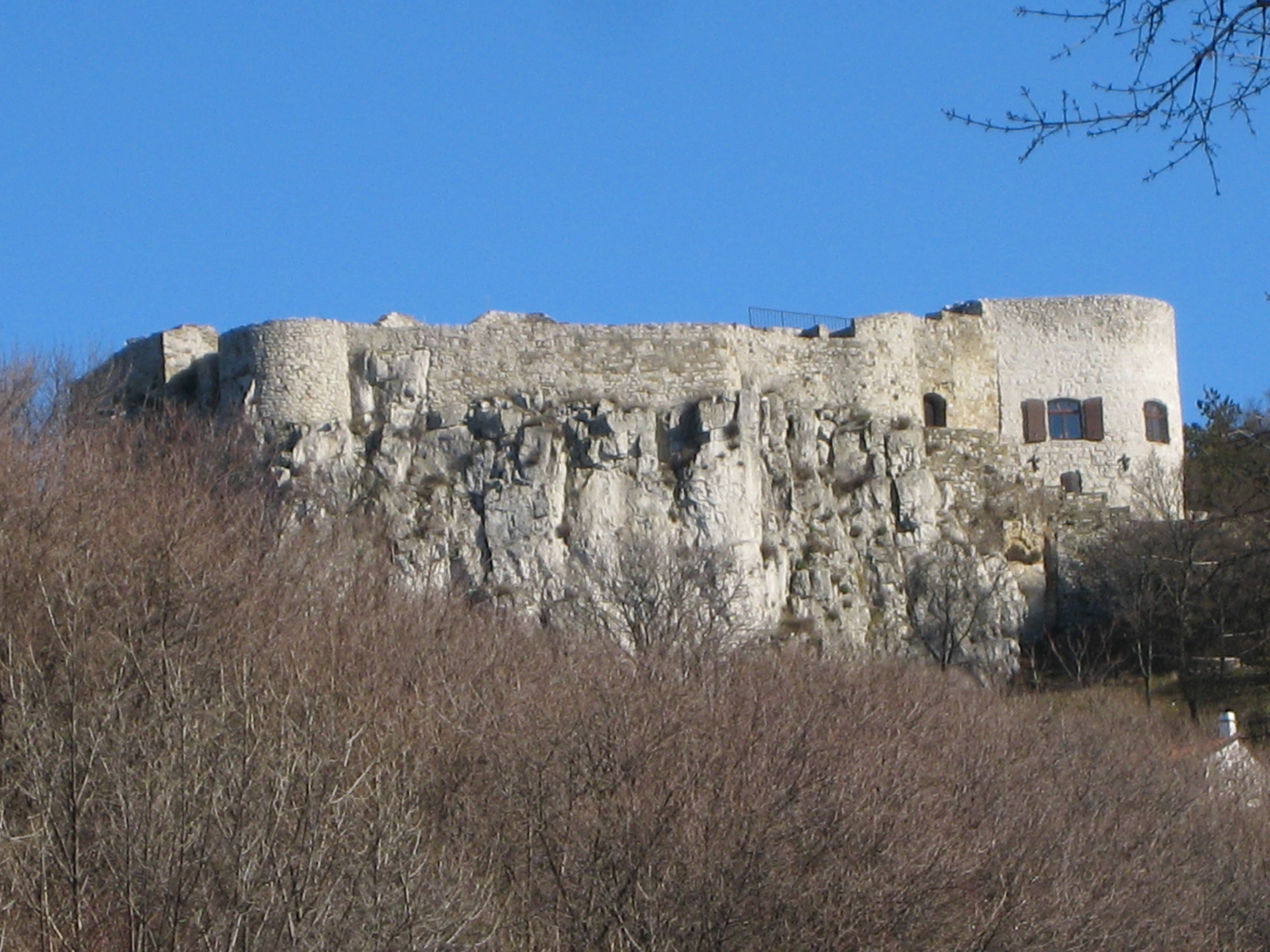
Zamek Socerb

## Historia
Po zakończeniu II wojny światowej Socerb został częścią Wolnego Terytorium Triestu. Został przekazany Jugosławii wraz z innymi wsiami w gminie Muggia w 1954.

## Kościół
Kościół w osadzie nosi wezwanie świętego Socerba, lokalnego świętego, który mieszkał w pobliskiej jaskini, która jest też sanktuarium, znanym jako Święta Jaskinia. Kościół należy do parafii Klanec pri Kozini.

## Masowe groby
Socerb jest miejscem dwóch znanych grobów masowych związanych z II wojną światową. Grób „Jaskinia Socerbska za Vrhem” (słoweń. Grobišče Socerbska jama za Vrhom) znajduje się w lesie na północny wschód od wsi Kastelec. Dno jaskini pokryte jest szczątkami ofiar przywiezionych z Triestu i jego okolic i zamordowanych tutaj. Grób Jaskinia 2 nad Socerbskim Stokiem (słoweń. Grobišče Jama 2 nad socerbskim klancem) znajduje się w miejscu o nazwie Cesarjevič na wschód od Socerbu. Ogrodzone wejście znajduje się w terenie rzadko porośniętym sosnami. Grób zawiera szczątki nieznanej liczby ofiar. Szczątki dwóch ofiar, które zostały zabrane z jaskini w 1992 zostały pochowane na koperskim cmentarzu w 2004.